# ゼネラルアサヒ
株式会社ゼネラルアサヒ（英:  GeneralAsahi Co.,Ltd.） は、福岡市東区にある情報、印刷関連企業である。

## 概要
- 印刷技術をコアとしてコミュニケーション分野の印刷から、3次元CG、動画、WEB等クロスメディア・コンテンツを制作している。さらに販売促進トータルプラン、ダイレクトマーケティングのトータルプランニングなどの事業も行っている。
- CM・テレビ番組・WEB動画・ゲーム・映画・イベント映像・展示映像における様々な表現を実現するハードウェア、ソフトウェアを備え社内にWEB・CG映像制作のチームを持ち、「静止画」だけではなく、「動画」の制作も行っており社内には専門のスタジオも完備している。

## 事業内容
- 印刷加工
- ダイレクトマーケティング
- CG制作
- 動画制作
- WEB制作

## 沿革
- 1956年（昭和31年）2月 松岡弘則が福岡市石城町において、旭印刷株式会社を設立。
- 1956年（昭和31年）2月 資本金100万円 活版印刷オフセット印刷での製造および販売を開始。
- 1961年（昭和36年）11月 写真製版技術導入の為、大阪市東成区に関連会社・旭プロセス株式会社を設立(後の株式会社ダイプロ)資本金450万円。
- 1963年（昭和38年）2月 写真製版全設備を新設
- 1964年（昭和39年）10月 福岡県糟屋郡粕屋町柚須94番地に株式会社旭パッケージを設立。
資本金4,000万円。化粧箱の製造販売を開始。
- 1968年（昭和43年）8月 企画・クリエイティブ開発の為、福岡市天神に関連会社、ティアンティ(現 株式会社ジーエータップ)を設立。資本金350万円。
- 1970年（昭和45年）3月 旭印刷株式会社と株式会社旭パッケージを結合し、株式会社旭パッケージ立地に工場を新設、株式会社旭印刷を創立。資本金6,000万円に増資。
- 1975年（昭和50年）20周年・企業理念「活生の誓い」、企業使命感を制定。
- 1978年（昭和53年）12月 オフセット輪転機工場竣工。オフセット輪転機1号機(B4両面4色機)新設。
- 1982年（昭和57年）10月 東京営業所(現 東京事業本部)・大分営業所を開設。
- 1987年（昭和62年）流通に特化したプロダクション、有限会社クリエイターズバンク・ナウに出資。
- 1988年（昭和63年）10月 北九州営業所を開設。
ノベルティ企画販売の為、株式会社ジーエーサービス設立。
- 1988年（昭和63年）12月 松岡弘明社長就任。
- 1990年（平成2年）4月 株式会社旭印刷より株式会社ゼネラルアサヒへ商号変更。
- 1991年（平成3年）10月 資本金2億4,300万円に増資。
- 1992年（平成4年）3月 資本金5億5456.5万円に増資。
- 1992年（平成4年）4月 中綴製本機導入。製本加工の自社生産に着手。
- 1994年（平成6年）8月 株式会社ダイプロ内に大阪営業所を開設。
- 1995年（平成7年）7月 神戸営業所を開設(現 株式会社ジーエークロッシング)
- 1996年（平成8年）7月 神戸スタジオを開設。
- 1996年（平成8年）10月 宗像市にGAデジタルグラフィックス研究所竣工。CG事業を開始。
- 1997年（平成9年）6月 ビジネスコンビニ事業の第1号店としてキンコーズ筑紫口店を開設。
- 1998年（平成10年）6月 出版事業として株式会社セプトを設立。
- 1999年（平成11年）5月 株式会社ダイプロを吸収合併。
- 2000年（平成12年）4月 インターネット開発部門を本格設置。
- 2000年（平成12年）8月 大阪の有力プロダクション・株式会社ズームデザインに資本参加。
- 2000年（平成12年）9月 GAステーション竣工。封入封緘、セットアップ、メーリング事業に着手。
- 2001年（平成13年）10月 名古屋営業所開設。
- 2002年（平成14年）8月 東京・虎ノ門オフィスを開設。
- 2006年（平成18年）3月 阪神事業本部を会社分割し、株式会社ジーエークロッシングを設立。
- 2006年（平成18年）9月 CG事業の東京拠点として品川デジタルオフィススタジオを開設。
- 2007年（平成19年）2月 株式会社ジーエークロッシングがレンタルスタジオPIX神戸スタジオ開業。
- 2007年（平成19年）3月 キンコーズ事業を会社分割し、(株)ジーエークレアスを設立。
- 2007年（平成19年）11月 本社に動画スタジオを開設。
- 2008年（平成20年）2月 大分営業所を閉鎖。
- 2008年（平成20年）9月 関西事業本部を移転。
- 2009年（平成21年）6月 東京事業本部を移転。

## 事業所・機関
- 工場: 福岡県糟屋郡粕屋町
- ジーエーステーション: 福岡市東区
- 東京事業本部:東京都港区新橋
- 名古屋営業所:名古屋市中村区
- 関西事業本部:大阪市中央区
- 北九州事業部 :北九州市小倉北区
- デジタルグラフィックス研究所:福岡県宗像市

## 関連会社
- 株式会社ジーエータップ
- 株式会社ジーエーサービス
- 株式会社クリエイターズバンク ナウ
- 株式会社ズームデザイン
- 株式会社ジーエークロッシング
- 株式会社ジーエークレアス